# Tigris
Tigris è un film muto italiano del 1913 diretto  da Vincenzo Denizot.